# Озоркув
Озоркув (пол. Ozorków) — город в Польше, входит в Лодзинское воеводство, Згежский повят. Имеет статус городской гмины. Занимает площадь 15,47 км². Население — 20 731 человек (на 2004 год).

## История
Входил в состав Российской империи. Во время Второй мировой войны нацистами в городе было создано еврейское гетто. Оно существовало с конца 1941 года—весны 1942 года по август 1942 года.

## Известные жители
- Решевский, Самуэль — вундеркинд-шахматист.